# Силики, Ристо
Ристо Силики (алб. Risto Siliqi; 1882, Шкодер — 1936, Шкодер) — албанский поэт, публицист, юрист и военный деятель. На его творчество повлияли идеи и настроения романтического национализма, как и на других поэтов Албанского национального возрождения до него.

## Биография
Ристо Силики родился в простой семье в Шкодере, в современной Албании, тогда ещё находившейся под османским правлением. Его отец был пекарем. Он получил своё первое образование в сербоязычной школе в своём городе, а затем в Руздие (турецкая средняя школа), откуда был вскоре исключён за свою антиосманскую пропаганду среди студентов. В какой-то момент Силики был близок к аресту, и семья отправила его в Цетине (Черногория), где до этого обосновались трое его братьев. Силики не прекращал свою националистическую деятельность в течение всех 10 лет, что был в изгнании. Вместе с братьями он открыл небольшую гостиницу под названием «Албания», служившую местом проведения патриотических мероприятий. Он также посещал Румынию и Болгарию для встреч с тамошними албанскими общинами.
Силики был активным участником албанского восстания 1911 года, вместе со своими соратниками Хиле Моси и Луидем Гуракучи входя в его руководящую структуру «Албанский комитет» (алб. Komiteti Shqiptar). Он участвовал во встрече в Герче, став одним из подписантов Меморандума Герче. Между тем, все эти события вдохновили его на творчество; многие его патриотические стихи стали появляться в газетах албанских общин. Первая Балканская война застигла его в Цетине. После того, как австрийская разведка сообщила ему, что он включён в список лиц, подлежащих аресту вместе с другими албанскими эмигрантами, он покинул Цетине и укрылся в Которе. Вместе с другими албанцами Силики прибыл в Шкодер в 1913 году на австрийском корабле. Тем временем черногорский суд заочно приговорил его к смертной казни как «врага черногорского государства».
Политическая ситуация в Шкодере также была неспокойной. В нём было много различных общин, поддерживаемых различными европейскими державами. Существовали острые противоречия и недостаточная поддержка вновь созданного албанского государства. Ристо Силики сразу же начал работать над объединением христианской и мусульманской общин. В то время в Шкодере действовали два главных пропагандистских пресс-органа: «Тарабоши» арбереша Теренцио Точчи, открыто выступавшего за Италию, и «Национальный голос» (алб. Seda-i Millet) Мусы Юки, выступавшего за Турцию. В то же время Эссад-Паша Топтани при поддержке участников Лондонской конференции 1912-1913 годов уже создал свою зону контроля в центральной Албании, а также свои пропагандистские подразделения в Шкодере. Силики удалось занять открытую противную позицию в отношении всех этих сил. Он был одним из основателей патриотического клуба «Албанская лига» (алб. Lidhja Shqiptare) и главным редактором газеты «Новая Албания» (алб. Shqypnija e Re), где Хиль Моси стал директором, а Карло Сума — бухгалтером. Помимо основной деятельности дважды в неделю газета давала Силики возможность публиковать многие из своих творений, которые он не мог выпустить в виде книги из-за финансовых проблем. Он покинул «Албанскую лигу» из-за её призывов к черногорцам о военной помощи для подавления эссадистских и протурецких подразделений в Шкодере. Он вступил в отряды добровольцев, сражавшихся на стороне Вильгельма Вида против мусульманских повстанцев Хаджи Кямили. Черногорское вторжение в Шкодер в 1914 году во время Первой мировой войны застало там и Силики; он был немедленно арестован вместе с Луидем Гуракучи. Был проведён скорый суд, и ему был вынесен смертный приговор. Австро-венгерское наступление на Черногорию и капитуляция последней спасли Силики жизнь.
С окончанием Первой мировой войны Силики сосредоточился на юридической деятельности. Происходящее в Албании вызвало его разочарование. В 1921 году он работал судьёй во Влёре, а в 1923 году стал первым секретарем Министерства юстиции Албании. Но в следующем году он ушёл в отставку, вернулся в свой родной город и с 1925 года больше не занимался политикой. Силики проработал адвокатом до конца своей жизни, до 1 мая 1936 года.

## Поэзия
Силики полностью овладел письменным албанским языком после того, как соприкоснулся с творчеством других поэтов Албанского национального возрождения. Он начал писать стихи около 1900 года. Хотя его язык был тяжёлым из-за диалекта, а также славянских или турецких заимствований, его поэзия со временем прогрессировала.
Обучаясь в Цетине Силики познакомился с творчеством таких классиков, как Гомер, Толстой и Лермонтов. Его первые стихи касались тем личного характера, иногда с нотками юмора или социального горя. Такими были «Чистота» (алб. Dlirsija), «Женщинам без детей» (алб. Grave pa evlad), «Пьяная песня» (алб. Kënga e pijes), «В одиночестве» (алб. Në vetmi) и другие. Но главной темой в его творчестве стала патриотическая. Исполненный оптимизма и ярости против любого вида угнетения Силики явно призывал к действию и критиковал стагнацию и пассивность. Его послание было ясным: «Мы ничего не можем ожидать от Европы» (алб. S'kemi c'presim nga Evropa). Только один сборник поэзии Ристо Силики был опубликован при его жизни: «Отражение кровавых дней» (алб. Pasqyra e ditëve të përgjakshme), изданный в Триесте в 1913 году на 176 страницах, и в котором сильное отражение нашёл его опыт участия в восстаниях 1910-1911 годов. Другие его стихи сохранились в различных периодических изданиях. По мнению Александера Асдрени помимо патриотической темы поэзия Силики содержит и сильный социальный подтекст. Её героем является крестьянин-идеалист, который оставляет всё позади и идёт сражаться за свою страну. В 1912-1915 годах он написал много стихов, примерно 4000.
После Второй мировой войны, с 1945 года, возник интерес на государственном уровне к собранию и публикации его работ. Первый сборник его избранных стихов, как ранее опубликованных, так и неопубликованных, вышел в 1956 году, через год после прямого указания Центрального комитета Албанской партии труда, потребовавшего изучения и распространения наследия Силики. В отличие от других деятелей Албанского национального возрождения он не был запрещён при коммунистическом режиме в Албании.
Его сын Лазар Силики и племянник Драго Силики также стали поэтами.
Одна из улиц Шкодера названа в его честь.